# Morse (cráter)

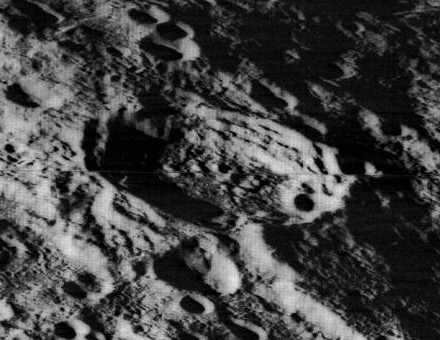
Imagen oblicua de la misión Lunar Orbiter 2

Morse es un cráter de impacto que se encuentra en la cara oculta de la Luna, por lo que no se puede ver directamente desde la Tierra. A alrededor de un diámetro de distancia hacia el sudoeste se halla el cráter Fitzgerald, de mayor tamaño. Al oeste-noroeste de Morse aparece Dante.
|  |

Se trata de un cráter relativamente bien definido, con un perfil que no ha sido marcadamente erosionado por impactos posteriores. Sin embargo, un pequeño cráter marca su extremo suroriental, y el sector sur del borde aparece parcialmente interrumpido. El brocal es irregular en algunos lugares, y presenta una serie de terrazas en las paredes interiores noreste y oeste. El suelo interior, aunque generalmente nivelado, posee numerosas irregularidades de escasa altura que forman pequeñas colinas.
El cráter se encuentra en el margen noreste de la Cuenca Freundlich-Sharonov.

## Cráteres satélite

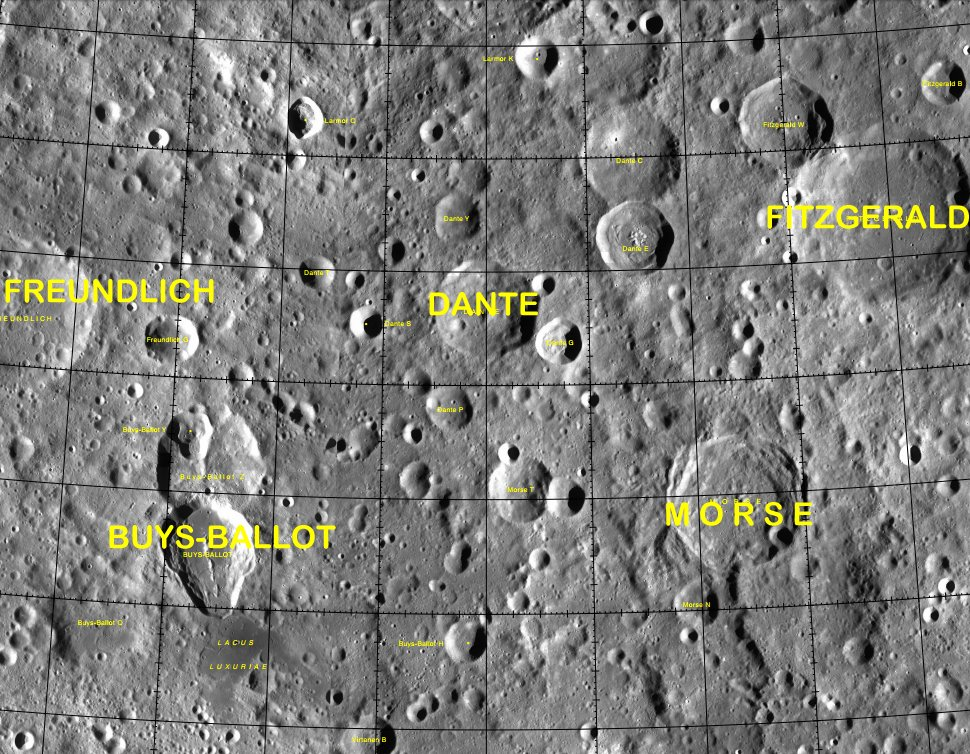
Entorno de Morse

Por convención estos elementos son identificados en los mapas lunares poniendo la letra en el lado del punto medio del cráter que está más cercano a Morse.
|       | \| Morse \| Coordenadas \| Diámetro \| \| ----- \| ------------------------------- \| -------- \| \| N \| 20°12′N 176°06′O / 20.2, -176.1 \| 25 km \| \| T \| 22°00′N 179°30′O / 22.0, -179.5 \| 34 km \| |          |
| Morse | Coordenadas | Diámetro |
| N     | 20°12′N 176°06′O / 20.2, -176.1 | 25 km    |
| T     | 22°00′N 179°30′O / 22.0, -179.5 | 34 km    |